# Karl Ferdinand Koberstein
Karl Jacob Wilhelm Ferdinand Koberstein, auch Carl Ferdinand Koberstein, (* 15. Februar 1836 in Schulpforte; † 15. September 1899 in Wilmersdorf bei Berlin) war ein deutscher Schauspieler und Dramaturg.

## Leben und Wirken
Er war der Sohn des Literaturhistorikers Karl August Koberstein, der von 1820 bis 1870 an der Landesschule Pforta wirkte. Die beiden Vornamen Jacob und Wilhelm trug er von seinen Taufpaten, den Gebrüdern Grimm.
In Pforta ging Karl Ferdinand Koberstein später auch bis 1856 zur Schule. Danach debütierte er als Prinz Conti im Stück Narciß am Stadttheater in Stettin. Nach seinem Wehrdienst ging er an das Hoftheater nach Karlsruhe. Von 1862 bis 1883 war er als Schauspieler Mitglied des Hoftheaters in Dresden. 
Koberstein ist der Verfasser der Trauerspiele Florian Geyer (Wolf, Dresden, 1863) und König Erich XIV. (1869) sowie des historischen Lustspiels Was Gott zusammenfügt, das soll der Mensch nicht scheiden (1872). Die beiden letztgenannten Stücke sind zu seinen Lebzeiten fast an allen größeren deutschen Theatern zur Ausführung gelangt und heute weitgehend vergessen.
Bereits während seiner Zeit in Karlsruhe begann er auch mit schriftstellerischen Arbeiten. Er verfasste für wissenschaftliche Journale verschiedene theatergeschichtliche Aufsätze, so zum Beispiel in der von Bruno Meyer herausgegebenen Zeitschrift Deutsche Warte. Nach seinem Wechsel nach Dresden wurde er durch den Literarhistoriker Hermann Hettner angeregt, sich mit historischen Studien zur preußischen Geschichte zu befassen. Daraus entstanden zahlreiche geschichtliche und biographische Aufsätze, die vor allem in den Preußischen Jahrbüchern oder in Westermanns Illustrirten Deutschen Monatsheften erschienen sind.
Seine letzten Lebensjahre, die er nach dem Umzug von Blasewitz nach Wilmersdorf bei Berlin verbrachte, waren von Krankheit gezeichnet.

## Familie
Karl Koberstein war mit Bertha Lessing (1844–1914), der Tochter des Historienmalers Karl Friedrich Lessing (1808–1880), verheiratet. Sein Sohn Hans Koberstein (1864–1945), ausgebildet bei seinem Onkel, dem Bildhauer, Kunstgewerbler und Maler Otto Lessing (1846–1912) in Berlin, wurde Maler und Graphiker.